# Boerendiep (waterschap)
Het Boerendiep is een voormalig waterschap in de provincie Groningen.
Het schap dat ten noorden van het kanaal het Boerendiep ten noorden van Stadskanaal lag, had behalve de zorg voor de afwatering, ook het onderhoud van enkele wegen.
Waterstaatkundig gezien ligt het gebied sinds 2000 binnen dat van het waterschap Hunze en Aa's.